# Patrick Amoah-Ntim
Patrick Amoah-Ntim (* 28. September 1941 in Accra) ist ein ghanaischer Diplomat im Ruhestand.

## Leben

### Ausbildung
Nach dem Besuch der Accra Academy studierte Amoah-Ntim Politikwissenschaft an der Universität von Ghana und schloss 1967 mit dem Bachelor (Hons) ab. Anschließend setzte er seine Studien am  Ghana Institute of Management and Public Administration (GIMPA), der Universität von Ghana sowie der Ghana School of Law fort und erlangte 1973 einen weiteren Bachelor-Abschluss in Rechtswissenschaften.

### Werdegang
Amoah-Ntim war als stellvertretender Staatsanwalt bei der Generalstaatsanwaltschaft tätig. Er trat in den auswärtigen Dienst von Ghana ein und arbeitete danach zunächst als Gesandtschaftssekretär. Von 1972 bis 1977 war er Gesandtschaftssekretär zweiter Klasse bei der Mission beim UNO-Hauptquartier in New York City und anschließend bis 1980 Gesandtschaftssekretär erster Klasse in Washington, D.C.
Vom 14. August 1993 bis 1995 war Amoah-Ntim Gesandter bei der ghanaischen Mission in Brüssel und vertrat Ghana in der AKP-Gruppe bei den Verhandlungen zum 4. Lomé-Abkommen. Außerdem vertrat er Ghana unter anderem im Komitee der kakauproduzierenden Länder bei Verhandlungen mit der EU-Kommission gegen die Verwendung von 5 % anderen Fette bei der Schokoladenherstellung.
1996 war Amoah-Ntim Gesandter beim ghanaischen Hochkommissar in London und vertrat Ghana beim Quadripartite Treaty on Cross-border Crime with Togo, Nigeria and Ghana. Von Oktober 2001 bis 2005 war er Botschafter in Belgrad (Serbien und Montenegro) und war ab dem 22. April 2004 auch bei den Regierungen in Bukarest  und Sofia akkreditiert. Er ist Schirmherr der Obosomase Welfare Association in London.

### Familie
Patrick Amoah-Ntim ist verheiratet und hat vier Kinder.